# Acrotocepheus quateorum
Acrotocepheus quateorum är en kvalsterart som först beskrevs av Aoki 1965.  Acrotocepheus quateorum ingår i släktet Acrotocepheus och familjen Otocepheidae. Inga underarter finns listade i Catalogue of Life.